# Bandeira de Santa Helena
A bandeira de Santa Helena é um dos símbolos oficiais de Santa Helena, um dos Territórios britânicos ultramarinos. Foi adotada a 4 de Outubro de 1984. A bandeira não é usada nas dependências de Santa Helena. A Ilha de Tristão da Cunha adotou a sua própria bandeira em Outubro de 2002, e a Ilha de Ascensão adotou uma bandeira própria em maio de 2013. No entanto, para o território de Santa Helena, Ascensão e Tristão da Cunha como um todo, a bandeira de Santa Helena é a utilizada.

## História

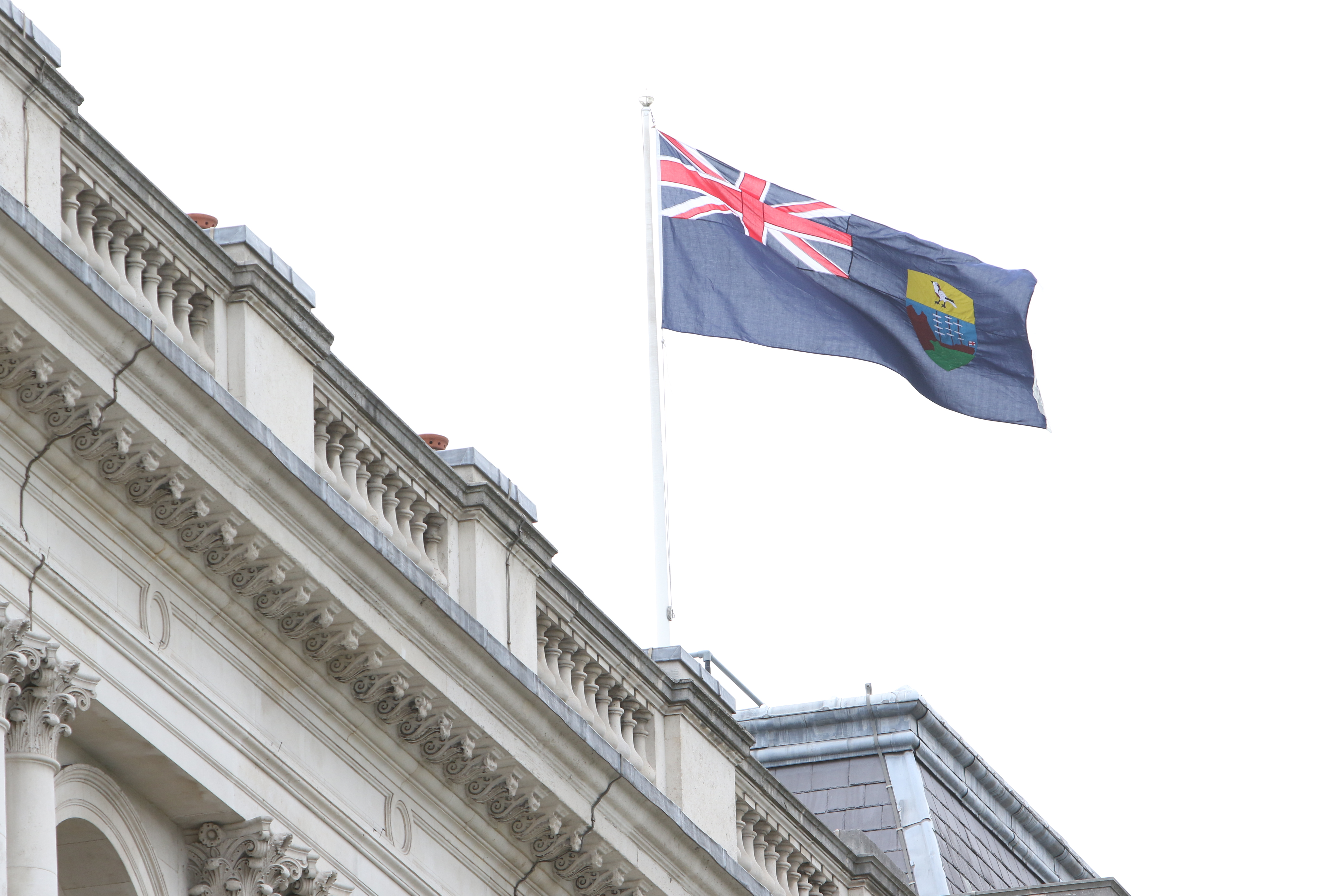
Bandeira de Santa Helena tremulando no Ministério das Relações Exteriores do Reino Unido, em Londres

As primeiras bandeiras associadas à ilha foram a "Union Jack" e o pavilhão vermelho e o listrado de vermelho e branco da Companhia Britânica das Índias Orientais. Esta bandeira listrada poderia ser usada pelos navios da empresa até 1824, mas somente ao sul de Santa Helena. No início da década de 1870, foram introduzidas nas colônias britânicas os pavilhões azuis. O Union Jack foi içado em qualquer embarcação que transportava o governador nas águas da colônia, e a Bandeira Azul desfigurada era para embarcações operadas pelo governo da colônia. A bandeira oficial governamental continuou sempre sendo a "Union jack". 
O brasão de Santa Helena foi derivada do Selo Público da colônia; o Royal Arms acima de uma moldura ornamental em torno da imagem de um navio de três mastros perto da base de falésias íngremes. Suas velas estão enroladas e uma bandeira voa na popa. Como originalmente desenhada, quando a insígnia foi introduzida em 1874, a bandeira era uma bandeira branca, mas em cópias posteriores o cantão era deixado em branco para que parecesse ser a bandeira inglesa. Supõe-se frequentemente que o navio é um homem das Índias Orientais, mas isso obviamente não foi planejado.
O modelo atual da bandeira foi encomendada pelo governador Massingham em 1983, como uma das iniciativas para marcar o 150º aniversário de Santa Helena se tornando uma colônia da coroa. Foi concedido pelo Royal Warrant, publicado no Diário do Governo de Santa Helena em 30 de janeiro de 1984.

Companhia Britânica das Índias Orientais 1600–1707
Companhia Britânica das Índias Orientais 1707–1801
Companhia Britânica das Índias Orientais 1801–1874
Bandeira usada de 1874-1984

## Características
Seu desenho consiste em um retângulo de proporção comprimento-largura de 2:1. É um pavilhão azul Britânico carregado com o escudo de Santa Helena no batente. O azul da bandeira é o pantone 281C, e o vermelho, 186C.
| Cor | Sistema Pantone | CMYK        | RGB           | Hex     |
| --- | --------------- | ----------- | ------------- | ------- |
|     | Branco          | 0.0.0.0     | 255, 255, 255 | #FFFFFF |
|     | Azul 281C       | 100.78.0.57 | 0, 32, 91     | #00205B |
|     | Vermelho 186C   | 0.100.80.5  | 200, 16, 46   | #C8102E |

O brasão é composto por um escudo do tipo clássico com partição cortada, ou seja, dividido horizontalmente em duas partes. A parte a superior, com um terço da altura total do escudo, é amarela e contem a figura de uma batuíra-de-santa-helena (Charadrius sanctaehelenae) virado para a esquerda; a parte inferior, com 2/3 da altura do escudo, mostra uma cena costeira da ilha, um veleiro de três mastros com a ilha montanhosa à esquerda. A cena costeira é tirada do selo colonial da colônia e mostra um veleiro no qual tremula uma bandeira da Inglaterra.

## Simbolismo
A batuíra-de-santa-helena, ave endêmica, é um dos símbolos nacionais. O veleiro com a bandeira inglesa simboliza a colonização inglesa da ilha, iniciada em 1659 com a chegada da Companhia Britânica das Índias Orientais, bem como sua ligação até hoje.

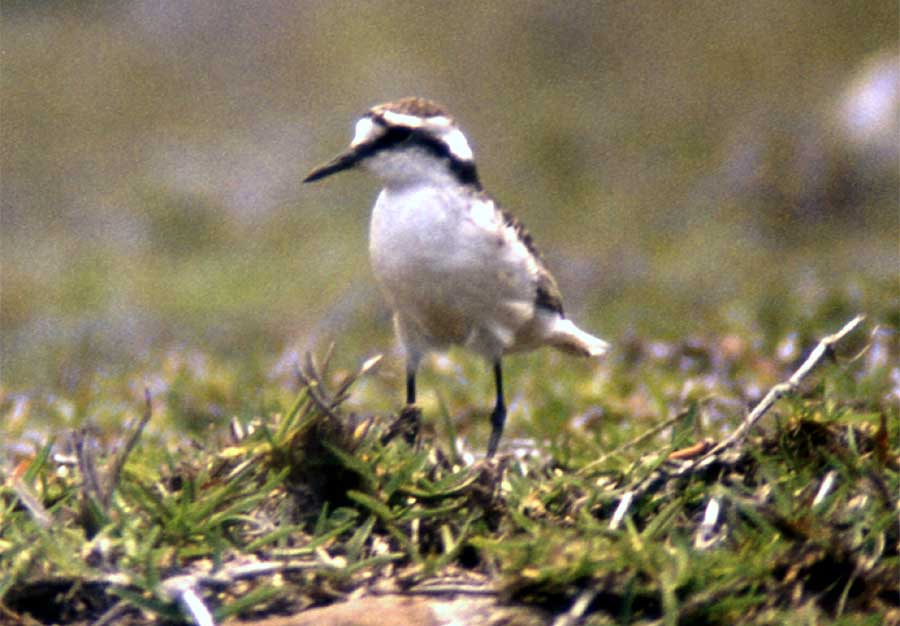
Uma batuíra-de santa-helena, ave endêmica e símbolo nacional
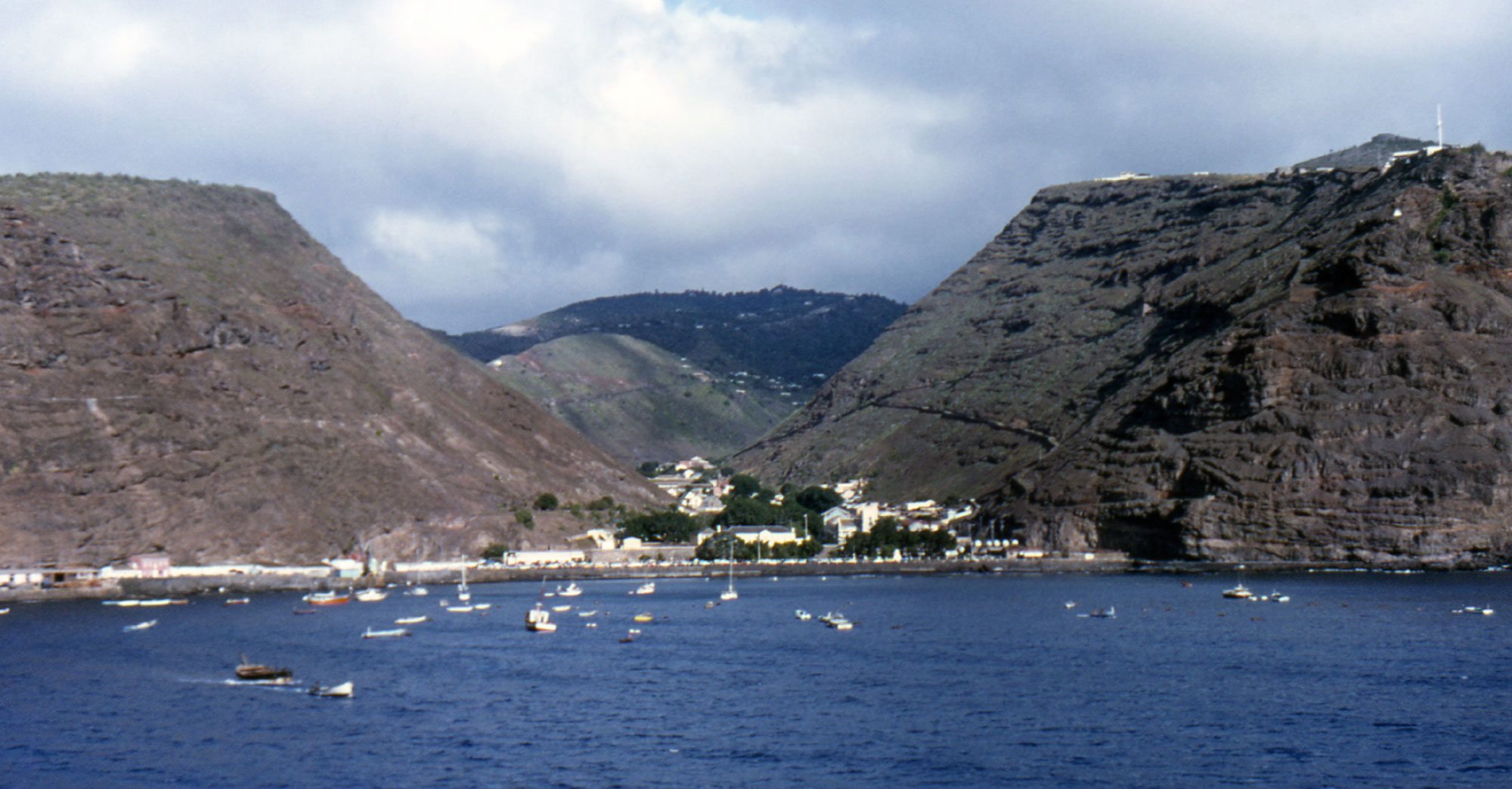
O litoral da ilha, que é rochoso escarpado, é ilustrado no escudo
A bandeira inglesa era usada com frequência nos navios Companhia Britânica das Índias Orientais
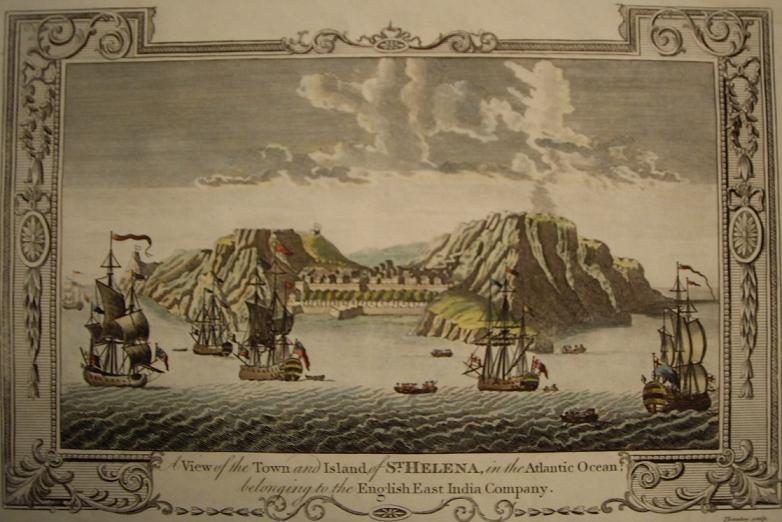
Vista da cidade e ilha de Santa Helena pertencente à Companhia Britânica das Índias Orientais, gravura, c. 1790

## Bandeira do Governador

bandeira do governador

O governador de Santa Helena tem uma bandeira separada, uma bandeira da União com o seu brasão de armas ao centro. Esse design é semelhante às bandeiras dos outros Governadores nos territórios ultramarinos britânicos. A bandeira governamental deve ser usada na Casa do Governo quando o governador estiver em residência ou dentro do território.